# Arthur Hartmann
 (mars 2019).
Si vous disposez d'ouvrages ou d'articles de référence ou si vous connaissez des sites web de qualité traitant du thème abordé ici, merci de compléter l'article en donnant les références utiles à sa vérifiabilité et en les liant à la section « Notes et références ».
Arthur Martinus Hartmann, né Arthur Hartman le 22 juillet 1881 à Philadelphie – mort le 30 mars 1956 à New York, est un violoniste, altiste et compositeur américain. Il est connu pour son amitié avec Claude Debussy, dont il était le confident.
Il a transcrit pour violon et piano des œuvres de Debussy et Edward MacDowell.

## Biographie
Arthur Hartmann était le fils d’immigrants juifs hongrois nommés Hartman. Il a ajouté un « n » à son nom pour le germaniser et a pris le prénom de son professeur de violon, Martinus van Gelder, pour en faire son middle name. Toute sa vie il a prétendu être né à Mátészalka, en Hongrie.

## Livres
Hartmann a écrit deux livres : Instinctive Method for Violin (vers 1926) et Claude Debussy as I Knew Him and other Writings of Arthur Hartmann (2003).

## Discographie
Toccata Classics a publié en 2009 un CD intitulé Miniatures and Transcriptions for Violin and Piano et regroupant La Tzigane, La Coquette et d’autres miniatures pour piano et violon ainsi que des transcriptions de Debussy et MacDowell par les époux Solomia Soroka (violon) et Arthur Greene (piano).